# Camelot Software Planning
Camelot Software Planning är en japansk spelutvecklare. De är mest kända för deras Shining-serie för olika system från Sega, samt med vissa Mario-spel från Nintendo.

## Utvecklade spel
- Shining in the Darkness - 1991 (Sega Mega Drive)
- Shining Force: Legacy of Great Intention - 1992 (Sega Mega Drive)
- Shining Force Gaiden - 1992 (Sega Game Gear)
- Shining Force Gaiden II: Sword of Hayja - 1993 (Sega Game Gear)
- Shining Force II: Ancient Sealing - 1993 (Sega Mega Drive)
- Shining Force CD - 1994 (Sega CD)
- Shining Force Gaiden: Final Conflict - 1995 (Sega Game Gear)
- Shining Wisdom - 1995 (Sega Saturn)
- Beyond the Beyond - 1995 (PlayStation)
- Shining the Holy Ark - 1996 (Sega Saturn)
- Hot Shots Golf - 1997 (PlayStation)
- Shining Force III - 1997 (Sega Saturn)
- Shining Force III Scenario 2 - 1998 (Sega Saturn)
- Shining Force III Scenario 3 - 1998 (Sega Saturn)
- Shining Force III Premium Disc - 1998 (Sega Saturn)
- Mario Golf - 1999 (Nintendo 64, Game Boy Color)
- Mario Tennis - 2000 (Nintendo 64, Game Boy Color)
- Golden Sun - 2001 (Game Boy Advance)
- Golden Sun: The Lost Age - 2002 (Game Boy Advance)
- Mario Golf: Toadstool Tour - 2003 (Nintendo GameCube)
- Mario Golf: Advance Tour - 2004 (Game Boy Advance)
- Mario Power Tennis - 2004 (Nintendo GameCube)
- Mario Tennis Advance - 2005 (Game Boy Advance)
- Golden Sun: Dark Dawn - 2010 (Nintendo DS)